# Byasigaderi, Hagaribommanahalli
Byasigaderi là một làng thuộc tehsil Hagaribommanahalli, huyện Bellary, bang Karnataka, Ấn Độ.